# Neritos atta
Neritos atta là một loài bướm đêm thuộc phân họ Arctiinae, họ Erebidae.